# Заозерне (Каховський район)
Заозе́рне — село в Україні, у Тавричанській сільській громаді Каховського району Херсонської області. Населення становить 855 осіб.
24 лютого 2022 року село тимчасово окуповане російськими військами під час російсько-української війни.

## Населення

### Мова
Розподіл населення за рідною мовою за даними перепису 2001 року:
| Мова       | Відсоток |
| ---------- | -------- |
| українська | 83,63%   |
| російська  | 15,09%   |
| ромська    | 1,05%    |
| інші       | 0,23%    |

## Люди
- Зеленський Олександр Михайлович (1971—2015) — солдат Збройних сил України, учасник російсько-української війни 2014—2017.
- Найдьонова Віра Опанасівна (1948, Заозерне) — директор державного підприємства «Дослідне господарство „Асканійське“ Інституту олійних культур Української академії аграрних наук» (Херсонська область), Герой України.